# Marios Oikonomou
Marios Oikonomou (Ioannina, 6 de octubre de 1992) es un exfutbolista griego que jugaba de defensa.

## Carrera
Comenzó su carrera en el PAS Giannina, en donde llamó la atención del Cagliari Calcio, que lo fichó. Sin embargo apenas jugó con el club italiano.

### Bolonia
El 1 de julio de 2014 firmó un contrato con el Bologna F. C. de la Serie B. Con el Bolonia pronto se hizo con el puesto de titular. En su primera temporada vive el ascenso de su club a la Serie A. En la Serie A continuó siendo titular con su equipo.

### SPAL 2013
Tras un escándalo la temporada anterior, que indignó a la afición del Bolonia, en la temporada 2017-18 se marchó cedido al SPAL 2013.

### Bari
En el mercado de invierno de la temporada abandonó el SPAL, después de haber participado en pocos encuentros. El Bolonia lo cedió entonces al FC Bari 1908.

## Clubes
| Club                      | País      | Año       |
| ------------------------- | --------- | --------- |
| PAS Giannina              | Grecia    | 2012-2013 |
| Cagliari Calcio           | Italia    | 2013-2014 |
| Bologna F. C. 1909        | Italia    | 2014-2019 |
| SPAL 2013 (cedido)        | Italia    | 2017      |
| F. C. Bari 1908 (cedido)  | Italia    | 2018      |
| AEK Atenas F. C. (cedido) | Grecia    | 2018-2019 |
| AEK Atenas F. C.          | Grecia    | 2019-2020 |
| F. C. Copenhague          | Dinamarca | 2020-2022 |
| U. C. Sampdoria           | Italia    | 2023      |
| Panetolikos               | Grecia    | 2023-2024 |

## Palmarés

### Títulos nacionales
| Título                 | Club             | País      | Año  |
| ---------------------- | ---------------- | --------- | ---- |
| Superliga de Dinamarca | F. C. Copenhague | Dinamarca | 2022 |